# Męcikał-Struga
Męcikał-Struga (dodatkowa nazwa w j. kaszub. Mãcëkôł-Strëga, niem. Struga; do 2002 Struga) – wieś w Polsce, w województwie pomorskim, w powiecie chojnickim, w gminie Brusy, na wschodnim krańcu Zaborskiego Parku Krajobrazowego.
Do 2023 miejscowość była częścią wsi Męcikał.
Do 2002 Struga była samodzielną osadą kaszubską, przyłączona do wsi Męcikał jako Męcikał-Struga.
W latach 1975–1998 Struga administracyjnie należała do województwa bydgoskiego.